# ウィドウィド
ウィドウィド (Widhwidh, Widh Widh) はトゲアー州のブーホードレ地区にあり、ソマリランドが実効支配している町。ブーホードレ地区の最大都市はブーホードレであるが、ソマリランドの支配が及んでいないため、2021年時点ではウィドウィドがブーホードレ地区の行政中心地になっている。プントランドもウィドウィドの領有権を主張しており、プントランドの行政区分によればアイン地域のウィドウィド地区の行政中心都市である。

## 概要
1921年、ウィドウィドは多くの外国人が住む都市の一つだった。
2007年、ソマリランドはドゥルバハンテ氏族居住地域の最大都市ラス・アノドを軍事的に占拠した。これはラス・アノド在住のドゥルバハンテ氏族有力者の協力で実現したものだが、ドゥルバハンテ氏族の総意ではなかったため、ソマリランドに反発する勢力も出現した。
2009年10月、北アメリカとヨーロッパに移住していたソマリ人ディアスポラがケニアに集合して政治団体「SSC」を結成した。SSCの議長にはサレバン・イセ・アフメド、副議長にはAli Hassan Sabareyが就任した。
2010年5月、SSCの代表2名がソマリランドのドゥルバハンテ氏族居住地に戻ってから、小競り合いが始まった。6月中旬、ソマリランドの外務長官アブドゥラヒ・モハメド・デュアレは、ブーホードレとウィドウィドで活動しているSSCのサレバン議長をテロリストと表現した。そして6月26日、カラバイドとウィドウィドでソマリランド軍と反ソマリランド勢力の戦闘が発生した。7月にもウィドウィドで戦闘が行われた。住民は近隣の町に避難した。8月、ブーホードレと東ブルコの長老たちが共同で和解案を提案。しかしソマリランドはその提案に対して「長老会議の意思は尊重するが、ソマリランド軍の戦略はソマリランド政府の専任事項である」として拒否。SSCもソマリランドとの協力は受け入れられないとして拒否した。この戦闘は間もなく終結し、9月には避難した数百世帯のほとんどがウィドウィドに戻った。ただしソマリランド軍は引き続き駐留した。SSCは内部分裂のため、2011年に崩壊した。それでもデュルバハンテ氏族の反ソマリランド勢力は無くならず、2012年にチャツモ国という新しい組織になった。
2014年2月、エチオピア軍がウィドウィド近郊でアル・シャバブ関係者を逮捕した。ソマリランド政府は自身の支配地域でのエチオピアによる犯罪者の捕獲に協定で合意していた。
2015年7月、ここしばらく撤退していたソマリランド軍が、ウィドウィドに駐留するチャツモ国の軍を追い出し、ウィドウィドの町を再び支配した。2016年4月、ソマリランド軍はチャツモ国の軍に対抗するため、ウィドウィドに新たに25台の軍用車を派遣した。
2016年7月、ウィドウィドの長老たちは、スウェーデンで最近亡くなった族長Garaad Abshir Saalaxの葬儀がウィドウィドで行われるのを機会に、葬儀に反ソマリランド派の人々も集まる可能性があるとして、ソマリランド軍の撤退を要求。一方ソマリランド政府は、地域の治安はソマリランド政府とソマリランド軍が責任を持ち、軍に反抗し地域に不安をもたらす者は排除するが、葬儀に参加することで逮捕されることはない、と発表した。同月、Garaad Abshir Saalaxの後継者を決める会議が開かれた。
2016年末からチャツモ国をソマリランドに吸収するという案が具体化した。2017年2月、チャツモ国はソマリランドの電信会社テレソムの資金を使い、ウィドウィドに井戸を設置した。
2019年9月、海外ディアスポラの資金により、ウィドウィド地区に母子育児病院が設立された。
2020年1月、ウィドウィド地区で謎の疫病により12人の子供が死亡した。原因を調査したソマリランド保健省は、これは肺炎、発熱、下痢という3つの病気が同時に発生したものであり、問題は解決したと発表した。
2020年8月、ブーホードレとエガーグに住む氏族の使節がウィドウィド地区を訪問し、2つの氏族間の抗争を終わらせるための会議が行われた。
2020年10月、トゥーロ・スマカブとウィドウィドとゴンレを結ぶ道路の建設が着手された。ゴンレはブーホードレの北東約30キロメートルに位置する。トゥーロ・スマカブはソマリランド中心地とスール地域を通る幹線道路の途中にあり、この道路が完成すればソマリランド中心地からブーホードレ地区までの交通が便利となる。
2020年12月、ソマリランドのブーホードレ地区市長Mustafe Xaaji Cabdiは、ソマリランド統一選挙に向けた有権者登録の状況調査のため、Maygaagle, Dhalaama Cunne, Carro-weyn, Gucundhaale, ホルファディ, Dan-dan, ウィドウィドなどの村々を訪問した。この時点では、ブーホードレ地区のほとんどの住民は旱魃のためブーホードレ地区を離れていた。
2021年6月、ソマリランドのブーホードレ地区の市長選挙がウィドウィドで行われ、クルミエ党のKhadiija Ahmedが市長に、ワダニ党のMustafe Cabdi Ayaanleが副市長に選ばれた。この選挙には肝心のブーホードレの町は参加しなかった。
2021年7月22日、2016年に亡くなったガラード（族長）Garaad Abshir Saalaxの後任として、息子のGaraad Maxamed Garaad Abshir Saalaxの正式な就任が認められた。就任式には、プントランド、ソマリランド、エチオピアなどに在住する長老、政治家、一般市民などが集まった。